# Péter Biros
Péter Biros (Miskolc, 5 april 1976) is een Hongaars waterpolospeler. Hij nam als waterpoloër driemaal deel aan de Olympische Spelen in 2000, 2004 en 2008. Hij veroverde drie keer een gouden medaille. In de competitie kwam Biros uit voor NIS-Naftagas-Becsej en Domino Honvéd Sportegyesület, Boedapest.
Tibor Benedek · 
Péter Biros · 
Rajmund Fodor · 
Tamás Kásás · 
Gergely Kiss · 
Zoltán Kósz · 
Tamás Märcz · 
Tamás Molnár · 
Barnabás Steinmetz · 
Zoltán Szécsi · 
Bulcsú Székely · 
Zsolt Varga · 
Attila Vári
Tibor Benedek · 
Péter Biros · 
Rajmund Fodor · 
István Gergely · 
Tamás Kásás · 
Gergely Kiss · 
Norbert Madaras · 
Tamás Molnár · 
Ádám Steinmetz · 
Barnabás Steinmetz · 
Zoltán Szécsi · 
Tamás Varga · 
Attila Vári
Tibor Benedek · 
Péter Biros · 
István Gergely · 
Norbert Hosnyánszky · 
Tamás Kásás · 
Gábor Kis · 
Gergely Kiss · 
Norbert Madaras · 
Tamás Molnár · 
Zoltán Szécsi · 
Dániel Varga · 
Dénes Varga · 
Tamás Varga